# Jumping Flash!
Jumping Flash! (ジャンピングフラッシュ!?, Janpingu Furasshu!) è un videogioco a piattaforme pubblicato nel 1995 da Sony per PlayStation.
Il videogioco, basato su Geograph Seal sviluppato dagli stessi autori per Sharp X68000, è uno dei primi platform 3D.
Distribuito tramite PlayStation Network nel 2007, il gioco presenta un sequel dal titolo Jumping Flash! 2 pubblicato nel 1996. Jumping Flash! è incluso in tutte le versioni di PlayStation Classic.

## Trama
Il protagonista del gioco è Robbit, un coniglio robotico che dovrà sconfiggere lo scienziato pazzo Baron Aloha.

## Modalità di gioco
Il videogioco è un platform con caratteristiche da sparatutto in prima persona. Nel gioco è presente un sistema di power-up.
Jumping Flash! è diviso in sei mondi, ognuno composto da tre livelli. Il terzo quadro presenta un boss. Sono presenti livelli bonus e una modalità a tempo. Terminata la storia è possibile completare nuovamente il gioco in modalità difficile.